# مونستر (ایرلند)
مونستر (به ایرلندی: an Mhumhain / Cúige Mumhan) یکی از ۴ استان ایرلند است که در جنوب این کشور قرار گرفته. مونستر از زمان ایرلند باستان ، در تقسیمات کشوری همواره یکی از استان‌ها بوده است.

## جغرافیا
طبق سرشماری سال ۲۰۱۱ ، جمعیت مونستر ۱٬۲۴۶٬۰۸۸ نفر بوده و بین استان‌های ایرلند رتبه سوم را دارد. مرکز این استان ، شهر کورک با جمعیت ۱۱۹۲۳۰ نفر  سومین شهر پرجمعیت ایرلند است.

### بزرگترین مناطق شهری
۱. کورک (۱۹۸٬۵۸۲)

۲. لیمرک (۹۱٬۴۵۴)

۳. واترفورد (۵۱٬۵۱۹)

۴. انیس (۲۵٬۳۶۰)

۵. ترالی (۲۳٬۶۹۳)

۶. کلانمل (۱۷٬۹۰۸)

## حمل و نقل

### فرودگاه‌ها
| فرودگاه          | رتبه براساس تعداد مسافر |
| ---------------- | ----------------------- |
| فرودگاه کرک      | دوم                     |
| فرودگاه کری      | پنجم                    |
| فرودگاه شنن      | سوم                     |
| فرودگاه واترفورد | ششم                     |